# Can Duran (Maçanet de Cabrenys)
Can Duran és una casa eclèctica de Maçanet de Cabrenys (Alt Empordà) inclosa a l'Inventari del Patrimoni Arquitectònic de Catalunya.

## Descripció
Edifici situat al costat de l'església, de planta irregular, determinada per la curvatura de la plaça del Castell i l'absis de l'església. Disposa de planta baixa i dos pisos. Respecte als pisos observem una tipologia clàssica d'edifici plurifamiliar del segle passat, amb grans balcons individuals amb baranes de ferro forjat dividits per bandes verticals i horitzontals que, alhora, serveixen per estructurar els murs de les façanes. També s'utilitzen certs detall ornamentals en aquestes obertures -sobretot les que miren a migdia- com són senzilles pilastres i grans mènsules decorades amb motius vegetals. A la planta baixa s'ha mantingut el mateix esquema encara que enlloc de balcons s'han obert finestres. La coberta és a dues aigües, sustentada per cairats de fusta.